# École militaire du corps technique et administratif
L’École militaire du corps technique et administratif (EMCTA) était jusqu'à l'été 2010, une des quatre écoles de Saint-Cyr Coëtquidan situées dans la commune de Guer dans le Morbihan. Elle formait depuis 1977 les officiers du corps technique et administratif de l'Armée de terre et des services communs (Service de santé des armées et Service des essences des armées). Elle fusionne au sein de l'École d'administration militaire recréée au 1er août 2010.

## Recrutement et scolarité
L'originalité de cette école tenait au fait qu'elle proposait deux modes de recrutement. En effet, un concours interne (dit « semi-direct ») était ouvert aux meilleurs sous-officiers des armées et services communs, tandis qu'un concours externe (dit « direct ») était ouvert aux civils sportifs et motivés justifiant d'un diplôme du premier cycle de l'enseignement supérieur. Nombre d'officiers sous contrat (OSC) et de volontaires aspirants de l'armée de terre (VADAT) intègrent ainsi l'école grâce à ce concours externe, le concours interne leur étant fermé.
La scolarité aux écoles de Saint-Cyr Coëtquidan était d’une année durant laquelle les élèves-officiers recevaient une formation tant militaire qu'académique. À l'issue, ils suivaient une formation complémentaire d'un an au sein des différentes écoles d'application chargées de former les officiers aux techniques de l'administration et du management. Ces écoles se situent à Coetquidan (Armée de terre), Chalon-sur-Saône (Service des essences des armées) et Paris (Service de santé des armées).

## Traditions
La figure emblématique de l'EMCTA est Athéna, la déesse guerrière, industrieuse et inventive. Le patron traditionnel du corps est saint Ambroise, incarnation de la rigueur morale, de la culture et de l'autorité. Il est fêté par tous les CTA le 7 décembre. La devise de l'École est Arma Victoriae Facit (elle forge les armes de la victoire).
Chaque année était élu le « bureau promo » qui était composé de trois membres élus: 
- le chambellan (tient les fonctions de président, sa devise est "Deu.......bout!"),
- le trésorier,
- le secrétaire,

ainsi que deux membres désignés par leur âge: 
- le mathusalem, élève le plus âgé, responsable des traditions,
- le benjamin, le plus jeune, aussi appelé le popotier.

L'élève de l'EMCTA était souvent qualifié de « glouglou » par ses camarades de l'École spéciale militaire de Saint-Cyr (ESM) et de l'École militaire interarmes (EMIA). Ce qualificatif  employé parfois de manière péjorative, souvent de manière humoristique, destiné à établir un parallèle avec la dinde, aurait été adopté selon la légende en réaction au fort taux de féminisation des élèves de cette école. Mais d'après le récit de beaucoup d'anciens, le terme de "glouglou" remonte aux premiers élèves de l'EMCTA, qui se moquaient gentiment de leurs camarades saint-cyriens en grande tenue portant le casoar avec le plumet (ce qui leur donnait -et leur donne toujours- l'allure d'un troupeau de volatiles). Ils imitaient à leur intention le cri du dindon ("glouglouglouglou!"), les saint-cyriens en réaction les surnommèrent "glouglou".
Le terme de "glouglou" peut aussi avoir pour origine le son du rire d'une élève d'une des premières promotions, repris par les Saint-Cyriens en moquerie vis-à-vis de l'EMCTA.

## Promotions
| - 1977-1978 : Louvois - 1978-1979 : Intendant général Sabourin - 1979-1980 : Sully - 1980-1981 : Vauban - 1981-1982 : Carnot - 1982-1983 : Général Eblé - 1983-1984 : Intendant général Adrian - 1984-1985 : Lieutenant général de Gribeauval - 1985-1986 : Voie sacrée - 1986-1987 : Intendant général Daru - 1987-1988 : Général Faidherbe - 1988-1989 : Maréchal Berthier - 1989-1990 : Richelieu - 1990-1991 : Général Séré de Rivières - 1991-1992 : Général Brière de l'Isle - 1992-1993 : Lieutenant-colonel Cassaigne - 1993-1994 : Cinquantenaire d'Arromanches - 1994-1995 : Capitaine Salvat (Georges) | - 1995-1996 : Sous-lieutenant Vilain - 1996-1997 : Lieutenant-général de Guibert - 1997-1998 : Général Desaix - 1998-1999 : Intendant général Dumas - 1999-2000 : Base de Na San - 2000-2001 : Général Doumenc - 2001-2002 : Lieutenant-général Alexandre Dejean (25e anniversaire) - 2002-2003 : Agnès de La Barre de Nanteuil - 2003-2004 : Opération Atlante - 2004-2005 : Général d’Anselme - 2005-2006 : Commandant Amiot - 2006-2007 : Lieutenant-colonel Lantenois - 2007-2008 : Intendant général Petiet - 2008-2009 : Contrôleur général Carmille - 2009-2010 : Groupe Rochambeau - 2e DB |